# Strobilanthes guangxiensis
Strobilanthes guangxiensis är en akantusväxtart som beskrevs av S.Z. Huang. Strobilanthes guangxiensis ingår i släktet Strobilanthes och familjen akantusväxter. Inga underarter finns listade i Catalogue of Life.